# Napuljsko Kraljevstvo
Napuljsko Kraljevstvo (tal. Regno di Napoli), bila je srednjovjekovna država na krajnjem jugu Apeninskog poluotoka.
Nastalo je podjelom starije Kraljevine Sicilije nakon odcjepljenja otoka Sicilije – koja je uslijedila nakon sicilijanskog ustanka poznatog kao Sicilijanska večernja 1282. godine. Nova kraljevina dobila je ime Napuljsko Kraljevstvo, kako bi se razlikovala od bivše Kraljevine Sicilije. Tijekom svog viševjekovnog postojanja Napuljsko kraljevstvo je bilo predmet borbi između francuskih i aragonsko-španjolskih vladara. Napuljsko Kraljevstvo prestalo je postojati 1816., kad se ponovno spojilo s Kraljevinom Sicilijom u novu kraljevinu – Kraljevinu Dviju Sicilija.

## Povijest

### Napuljsko Kraljevstvo pod Anžuvincima
Nakon Sicilijanske večernje, sicilijanski kralj Karlo I. Anžuvinac bio je prisiljen napustiti Siciliju zbog vojske Petra Aragonskog. Karlu I. ostao je posjed na kopnu zvan Napuljsko Kraljevstvo, po imenu glavnog grada. Karlo I. i njegovi anžuvinski nasljednici nastavili su zahtijevati Siciliju kao svoj posjed i ratovali aragoncima sve do 1373., kad je sama napuljska kraljica Ivana I. odbacila takve zahtjeve kao neosnovane. Vladavinu Ivane I. obilježile su borbe s anžuvinskim kraljem Ludovikom I. koji je nekoliko puta provalio i osvojio Napuljsko Kraljevstvo (1348. – 1352.).
Kraljica Ivana I. i sama je doprinijela propasti svog Napuljskog Kraljevstva. Kako je bila bez djece, usvojila je Luja I. Anžuvinca kao svog nasljednika, unatoč protivljenju rođaka Vojvode od Drača, koji je htio da se da prvenstvo starijoj grani Anžuvinaca. On je na kraju ubio Ivanu I. 1382., i prisvojio napuljski tron kao Karlo III. Napuljski. Dvije grane Anžuvinaca osporavale su jedna pravo na napuljski tron tijekom nekoliko sljedećih desetljeća. Karlova kći Ivana II. (1414. – 1435.) prvo je usvojila Alfonsa Aragonskog, kojeg se ubrzo odrekla, a nakon toga Ludovika Anžuvinca, na kraju je za svog nasljednika odabrala Ludovikova brata Renéa Anžuvinca koji ju je naslijedio na tronu 1435. godine.
René Anžuvinac je privremeno ujedinio dvije suprotstavljene grane iz dinastije Anžuvinaca; mlađu i stariju. Mir nije dugo trajao jer je 1442., aragonski kralj Alfonso V. osvojio Napuljsko Kraljevstvo i tako ponovno ujedinio Siciliju i Napuljsko Kraljevstvo pod aragonskom krunom. Nakon njegove smrti 1458. Napuljsko Kraljevstvo se ponovno odvaja, a na tron dolazi Alfonsov vanbračni sin Ferdinand I.

### Napuljsko kraljevstvo podAragoncimaiŠpanjolcima
Kada je Ferdinand I. umro 1494., francuski kralj Karlo VIII. napao je Italiju, tvrdeći da po anžuvinskoj liniji ima pravo na Napuljsko Kraljevstvo. Kad se Karlo VIII. s velikom vojskom od 30 000 ljudi primakao Napulju tadašnji aragonski vladar Alfonso II. je abdicirao u korist svog sina Ferdinanda II. Na kraju je i Ferdinand II. 1495. napustio Napuljsko Kraljevstvo i pobjegao u Španjolsku, tako je Karlo lagano došao do napuljske krune.
Lagani Karlov uspjeh, uzbudio je njegove neprijatelje, tako je 31. ožujka 1495. osnovana Sveta liga, u koju su ušli Papinska država, Sveto Rimsko Carstvo, Mletačka Republika, Milansko Vojvodstvo i Ferdinand II. Aragonski – de jure – taj savez je bio uperen protiv Otomanskog Carstva, ali de facto protiv Karla VIII. Nakon Bitke kod Fornova 1495. u kojoj su savezničke snage pobijedile francusku vojsku – Karlo VIII. pobjegao je u Francusku.
U studenom 1495. se na napuljski tron vratio Ferdinand II. uz španjolsku pomoć. Već iduće godine umire, tako da ga je naslijedio stric, Frederik IV. 
Napuljsko Kraljevstvo i dalje je bilo točka oko kojeg su se sporile Francuska i Španjolska sljedećih nekoliko desetljeća, ali je vremenom francuski pritisak jenjao - tako da španjolska vlast nadalje nikad nije bila istinski ugrožena. Francuska je konačno napustila svoje zahtjeve za Napuljskim Kraljevstvom potpisivanjem mirovnih ugovora u dvorcu Cambrésis 1559. i Londonskog sporazuma 1557. nakon kojeg su Španjolci osnovali svoju marionetsku državu u Italiji Državu Utvrda (Stato dei Presidi), u kojoj je bilo i Napuljsko Kraljevstvo), a kojom su upravljali direktno iz Španjolske.

### Napuljsko Kraljevstvo podBurboncima
Nakon rata za španjolsko nasljeđe na početku 18. stoljeća, Napuljsko Kraljevstvo ponovo je promijenilo vladare. Po Mirovnom ugovoru iz Rastatta iz 1714., između Francuske i Austrije Napuljsko Kraljevstvo dobio je car Svetog Rimskog Carstva Karlo VI. On je također stekao kontrolu nad Sicilijom 1720., ali habsburgška vladavine nije dugo trajala. Napuljsko Kraljevstvo i Siciliju zauzela je španjolska vojska tijekom Rata za poljsko naslijeđe nakon Bitke kod Bitonta 1734., instalirala tadašnjeg Karla vojvodu od Parme, mlađeg sina španjolskog kralja Filipa V. kao kralja Napulja i Sicilije 1735. Kad je Karlo naslijedio španjolsko prijestolje od svog starijeg polubrata 1759., on je svoj tron u Napulju i Siciliji dao svom mlađem sinu Ferdinandu I. Unatoč tome što su dva kraljevstva bila u personalnoj uniji pod bourbonskim vladarom od 1735. pa nadalje ostala su ustavno odvojena.
Kao član bourbonske dinastije, Ferdinand I. bio je prirodni protivnik 
Francuske revolucije i Napoleona, pa je 1798., nakratko zauzeo Rim, ali su njegovu vojsku vrlo brzo protjerale francuske revolucionarne snage, pa je Ferdinand pobjegao na Siciliju. U siječnju 1799. francuska vojska osnovala je kratkotrajnu Partenopejsku Republiku, koju je ubrzo srušila kontrarevolucionarna koalicija sastavljena od nezadovoljnih seljaka i svećenstva, nakon tog je Ferdinandu dozvoljeno da se vrati na tron. On je ipak bio prisiljen napraviti velike ustupke francuskoj revolucionaroj vojsci, 1801. potpisao je ugovor s njima u Firenci. Po tom ugovoru Francuska je postala dominantna snaga u kontinentalnoj Italiji.

### Napuljsko Kraljevstvo zaNapoleonskih ratova
Ferdinandova odluka da uđe kao saveznik u Treću koaliciju protiv Napoleona 1805. donijela mu je više štete nego koristi, jer je Napoleona, nakon odlučujuće pobjede nad saveznicima kod Austerlitza i nakon pobjede nad Napolitancima kod Campo Tenese, instalirao svog brata Giuseppea kao kralja Napuljskog Kraljevstva. 
Kad je dvije godine kasnije Giuseppe otišao u Španjolsku preuzeti tron, zamijenila ga je Napoleonova sestra Caroline, i njegov maršal Joachim Murat, kao vladari dviju Sicilija.
Dok su Francuzi stolovali u Napulju, Ferdinand je pronašao utočište na Siciliji koja se uz britansku pomoć odhrvavala pokušajima francuske invazije.
Nakon Napoleonova poraza 1814., maršal Murat postigao je dogovor s Austrijskim Carstvom te mu je dopušteno da zadrži prijestolje u Napulju, unatoč žestokom protivljenju Ferdinanda i njegovih pristalica. Nakon Napoleonova povratka iz zatočeništva s Elbe 1815., Murat ponovno postaje Napoleonov sljedbenik, te ga Austrijanci nastoje na sve načine ukloniti. Murat je na sve moguće načine pokušao zadržati vlast, čak i uz pomoć talijanskih nacionalista (Proglas iz Riminija), ali je nakon poraza u Bitci kod Tolentina, morao pobjeći iz Napulja. Na napuljski tron došao je Ferdinand IV. Sicilijanski, Murat se pokušao nasilno vratiti na prijestolje, ali je ubrzo uhvaćen i strijeljan u mjestu Pizzo u Kalabriji. Već iduće godine (1816.) ujedinile su se Sicilija i Napuljsko Kraljevstvo u Kraljevinu Dviju Sicilija.

### Napuljsko Kraljevstvo i Dubrovačka Republika
Napuljsko Kraljevstvo i Dubrovačka Republika od srednjeg vijeka njegovali su dobre odnose. U nekoliko su navrata napuljski kraljevi Dubrovčanima davali ili potvrđivali ranije dobivene povlastice. Ni promjene na prijestolju nisu to promijenile. Kralj Ferdinand I. potvrdio je stečene povlastice koji je izdao Dubrovčanima. Uz to dao je mnoštvo novih privilegija. Tako je proširio njihove ranije povlastice. To je osobito bilo kod izvoza raznih prehrambenih artikala za podmirenje dubrovačkih potreba. Svojim službenicima i državljanima naredio je da s Dubrovčanima postupaju kao s podanicima Mletačke Republike, uvijek i svugdje. Godine 1485. oslobodio je dubrovačke brodove plaćanja lučkih pristojba. Ferdinandov nasljednik dubrovačkim konzulima dopušta presuđivanje u građanskim sporovima među Dubrovčanima, kao što je bilo i prije. Povlastice je proširio i na krivične sporove.
Kad su na vlast došli Španjolci, došle su nove povlastice. Godine 1507. kralj Ferdinand II. potvrdio je ranije dubrovačke privilegije. Proširio ih je na sve svoje zemlje. Dubrovčani su sva prava koja su stekli u Napulju i Siciliji mogli uživati i u svim drugim njegovim zemljama. Karlo V. je 1523. Dubrovčanima dao pravo nabave žita iz Napulja i Sicilije, čime su Napulj sa Sicilijom i Apulijom, postali žitnicom Dubrovačke Republike. Karlo V. 1534. g. potvrdio je sve ranije privilegije i zabranio bilo kakve represalije protiv dubrovačkih podanika. Dubrovačko-napuljski odnosi ostali su prisni sve do ulaska Napoleonovih Francuza u Dubrovnik. Otkako su Španjolci postali napuljski kraljevi, Dubrovčani su na poseban način iskazivali zahvalnost vladaru Španjolske i njegovu vicekralju u Napulju. Godišnje su darivali ptice za lov na posebnom za to upriličenom primanju koje su organizirali u Napulju.

## Vanjske poveznice
- Napoli, Regno di, na portalu treccani(tal.)